# Kazimierz Gzowski
Kazimierz Gzowski   (Sumi, 8 d'octubre de 1901 - Londres, 25 de juny de 1986) va ser un genet polonès que va competir durant la dècada de 1920.
El 1928 va prendre part en els Jocs Olímpics d'Amsterdam, on va disputar dues proves del programa d'hípica. Guanyà la medalla de plata en la prova del concurs de salts d'obstacles per equips, formant equip amb Kazimierz Szosland i Michał Antoniewicz, mentre en el concurs de salts individual fou quart. En ambdues proves muntà el cavall Mylord.